# میشیگان سنتر (میشیگان)
میشیگان سنتر (به انگلیسی: Michigan Center) یک منطقهٔ مسکونی در ایالات متحده آمریکا است که در شهرستان جکسون، میشیگان واقع شده‌است. میشیگان سنتر ۱۴٫۷ کیلومتر مربع مساحت و ۴٬۶۷۲ نفر جمعیت دارد و ۲۸۸ متر بالاتر از سطح دریا واقع شده‌است.